# 다잉 피터스

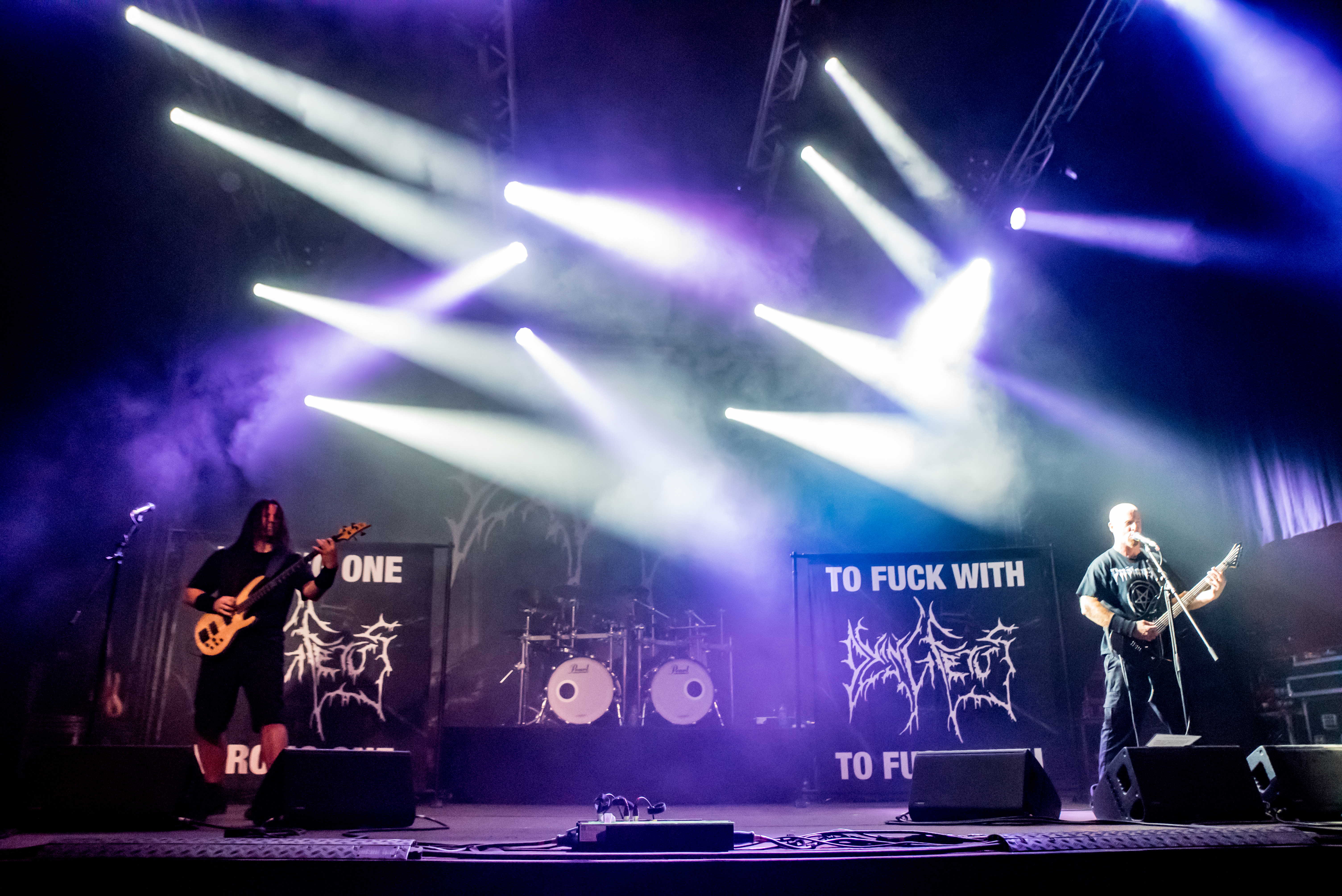
2018년 바켄 오픈 에어에서 공연하는 모습

다잉 피터스(Dying Fetus)는 원래 1991년에 결성된 메릴랜드주 그레이터 어퍼 말보로(Greater Upper Marlboro) 출신의 미국 데스메탈 밴드이다. 수년에 걸친 다양한 라인업 변경으로 인해 존 갤러거(John Gallagher)가 유일한 오리지널 멤버이자 밴드의 원동력이 되었다. 갤러거에 따르면 밴드 이름은 멤버들이 어렸을 때 선택되었고 공격적이었다. 지금까지 다잉 피터스는 8개의 스튜디오 앨범을 발표했다.

## 음악 스타일
다잉 피터스는 데스메탈, 그라인드코어, 테크니컬 데스메탈로 묘사되었다.
이들의 사운드는 프론트맨 존 갤러거(John Gallagher)의 거추장스러운 보컬 스타일뿐만 아니라 "사악한" 블래스트 비트로 유명하다.

## 구성원
타임라인

## 음반

### 스튜디오 앨범
- 1996	Purification Through Violence
  - 출시: 1996년 8월 6일
  - 레이블: Pulverizer

- 1998	Killing on Adrenaline
  - 출시: 1998년 7월 27일
  - 레이블: Morbid

- 2000	Destroy the Opposition
  - 출시: 2000년 10월 3일
  - 레이블: Relapse

- 2003	Stop at Nothing
  - 출시: 2003년 5월 13일
  - 레이블: Relapse

- 2007	War of Attrition
  - 출시: 2007년 3월 6일
  - 레이블: Relapse

- 2009	Descend into Depravity
  - 출시: 2009년 9월 15일
  - 레이블: Relapse

- 2012	Reign Supreme
  - 출시: 2012년 6월 19일
  - 레이블: Relapse

- 2017	Wrong One to Fuck With
  - 출시: 2017년 6월 23일
  - 레이블: Relapse

- 2023	Make Them Beg For Death
  - 출시: 2023년 9월 8일
  - 레이블: Relapse